# Aurelio Bonelli
Aurelio Bonelli (* 1569 in Bologna; † nach 1620) war ein italienischer Organist, Komponist und Maler.

## Leben und Wirken
Über das Leben Bonellis ist lediglich bekannt, dass er ein Schüler des Malers Agostino Carraccis war. Ernst Ludwig Gerber widmete ihm 1790 im ersten Band seines „Historisch-Biographisches Lexicon….“, einen Eintrag und bezeichnet ihn als einen bedeutenden Tonkünstler und Maler.
Bonelli wirkte in Bologna an den Kirchen San Michele in Bosco (1602) und San Giovanni in Monte (1620). Um 1600 wird er ebenfalls als Organist in Mailand erwähnt.
1596 erschien in Venedig eine erste Sammlung mit dreistimmigen Villanellen und 1602 eine zweite Sammlung mit vierstimmigen Ricercari und Canzonen, sowie 2 achtstimmigen Toccaten und Dialogen, für zwei Tasteninstrumente, von denen sich unter anderem ein Exemplar in der Stadtbibliothek Augsburg befindet.